# Eray Türk
Eray Türk (* 1986 in Giresun) ist ein türkischer Schauspieler.

## Biografie
Türk wurde 1986 in Giresun geboren. Er studierte an der Yeditepe Üniversitesi. Sein Debüt gab er 2007 in der Fernsehserie Tal der Wölfe – Hinterhalt. Anschließend spuelte er 2008 in dem Film Tal der Wölfe 2 – Muro eine Hauptrolle. Außerdem war er 2010 in dem Film Rina zu sehen. Von 2010 bis 2011 wurde Türk für die Serie Yahşi Cazibe gecastet. Unter anderem trat er 2013 in Her Şey Yolunda Merkez auf. 2023 bekam Türk in Recep İvedik 7 eine Hauptrolle.

## Filmografie
Filme
- 2008: Tal der Wölfe 2 – Muro
- 2010: Rina
- 2014: Kendime İyi Bak
- 2014: Şipşak Anadolu
- 2017: Nuri Paşa: Namlunun Ucunda Bir Hayat
- 2018: Hürkuş: Göklerdeki Kahraman
- 2023: Recep İvedik 7

Serien
- 2007–2009: Tal der Wölfe – Hinterhalt
- 2008: Kollama
- 2009: Adanalı
- 2010–2011: Yahşi Cazibe
- 2011: Elde Var Hayat
- 2013: Her Şey Yolunda Merkez
- 2017–2018: Payitaht Abdülhamid
- 2020: Kuruluş Osman